# Clint Hill (Fußballspieler)
Clinton „Clint“ Scott Hill (* 19. Oktober 1978 in Huyton, Liverpool) ist ein englischer Fußballspieler, der bei Carlisle United unter Vertrag steht.

## Karriere
Clint Hill wurde 1978 in Huyton, einem Stadtviertel von Liverpool geboren. Seine Karriere begann er in Birkenhead am gegenüber von Liverpool gelegenen Flussufer des Mersey bei den Tranmere Rovers. Für den Verein spielte er bis zum Jahr 1997 in der Jugend. In der Saison 1997/98 gab er im Zweitligaspiel gegen Nottingham Forest sein Profidebüt. Ab der Saison 1998/99 war er in vier Spielzeiten Stammspieler bei den Rovers. Am Saisonende 2000/01 stieg er mit dem Verein als Tabellenletzter in die 3. Liga ab. Nachdem der direkte Wiederaufstieg nicht erreicht wurde, verpflichtete ihn Ligakonkurrent Oldham Athletic für eine Transfersumme von 225.000 £. Für Oldam absolvierte Hill nach einem Beinbruch nur 18 Spiele. Nach nur einer Saison wechselte er für eine sechsstellige Ablösesumme zu Zweitligisten Stoke City. Unter Tony Pulis war er jedoch nur Ergänzungsspieler. Hill wurde von November 2007 bis Januar 2008 an den Crystal Palace F.C. verliehen, der ihn nach guten Leistungen fest verpflichtete. Im August 2010 wechselte der 31-Jährige zu den Queens Park Rangers. Mit den Rangers gewann er im ersten Jahr die Englische Zweitligameisterschaft. In der Saison 2011/12 wurde Hill kurzzeitig an Nottingham Forest verliehen. Nach insgesamt 169 Ligaspielen wechselte Hill im Jahr 2016, im Alter von 37 Jahren zu den Glasgow Rangers nach Schottland. Dort blieb Hill jedoch nur für eine Spielzeit. Er unterschrieb danach einen Vertrag bei Carlisle United.

## Erfolge
mit den Queens Park Rangers:
- Englischer Zweitligameister: 2011